# Thoth (filme)
Thoth é um filme-documentário em curta-metragem estadunidense de 2001 dirigido e escrito por Sarah Kernochan. Venceu o Oscar de melhor documentário de curta-metragem na edição de 2001.

## Elenco
- S. K. Thoth